# トリビュート〜ランディ・ローズに捧ぐ
『トリビュート〜ランディ・ローズに捧ぐ』（原題：Tribute）は、オジー・オズボーンが1987年に発表したライブ・アルバム。

## 解説
1982年に死去したランディ・ローズに捧げる意味で、ローズ在籍時のライヴが収録された。本作の最後に収録された「ディー（ランディ・ローズ・スタジオ・アウト・テイク）」は、アルバム『ブリザード・オブ・オズ〜血塗られた英雄伝説』（1980年）収録曲「ディー」のレコーディングの様子を録音したもので、ローズの肉声も入っている。
本作からシングル・カットされた「クレイジー・トレイン」のライヴ・ヴァージョンは、全英シングルチャートで99位に達した。

## 収録曲
特記なき楽曲はオジー・オズボーン、ランディ・ローズ、ボブ・デイズリーの共作。
1. アイ・ドント・ノウ - I Don't Know - 5:40
2. クレイジー・トレイン - Crazy Train - 5:19
3. ビリーバー - Believer - 5:08
4. ミスター・クロウリー＜死の番人＞ - Mr. Crowley - 5:37
5. フライング・ハイ・アゲイン - Flying High Again (Ozzy Osbourne, Randy Rhoads, Bob Daisley, Lee Kerslake) - 4:17
6. レヴェレイション＜天の黙示＞（マザー・アース） - Revelation (Mother Earth) - 5:58
7. スティール・アウェイ（ザ・ナイト）（ドラム・ソロ） - Steal Away (The Night) (With Drum Solo) - 8:04
8. スーサイド・ソリューション（ギター・ソロ） - Suicide Solution (With Guitar Solo) - 7:46
9. アイアン・マン - Iron Man (O. Osbourne, Tony Iommi, Geezer Butler, Bill Ward) - 2:50
10. チルドレン・オブ・ザ・グレイヴ - Children of the Grave (O. Osbourne, T. Iommi, G. Butler, B. Ward) - 5:57
11. パラノイド - Paranoid (O. Osbourne, T. Iommi, G. Butler, B. Ward) - 2:59
12. グッバイ・トゥ・ロマンス - Goodbye to Romance - 5:33
13. ノー・ボーン・ムービーズ - No Bone Movies - 4:04
14. ディー（ランディ・ローズ・スタジオ・アウト・テイク） - Dee (Randy Rhoads Studio Out-Takes) - 4:22

## 参加ミュージシャン
- オジー・オズボーン - ボーカル
- ランディ・ローズ - ギター
- ルディ・サーゾ - ベース
- トミー・アルドリッジ - ドラムス